# Häslabronn

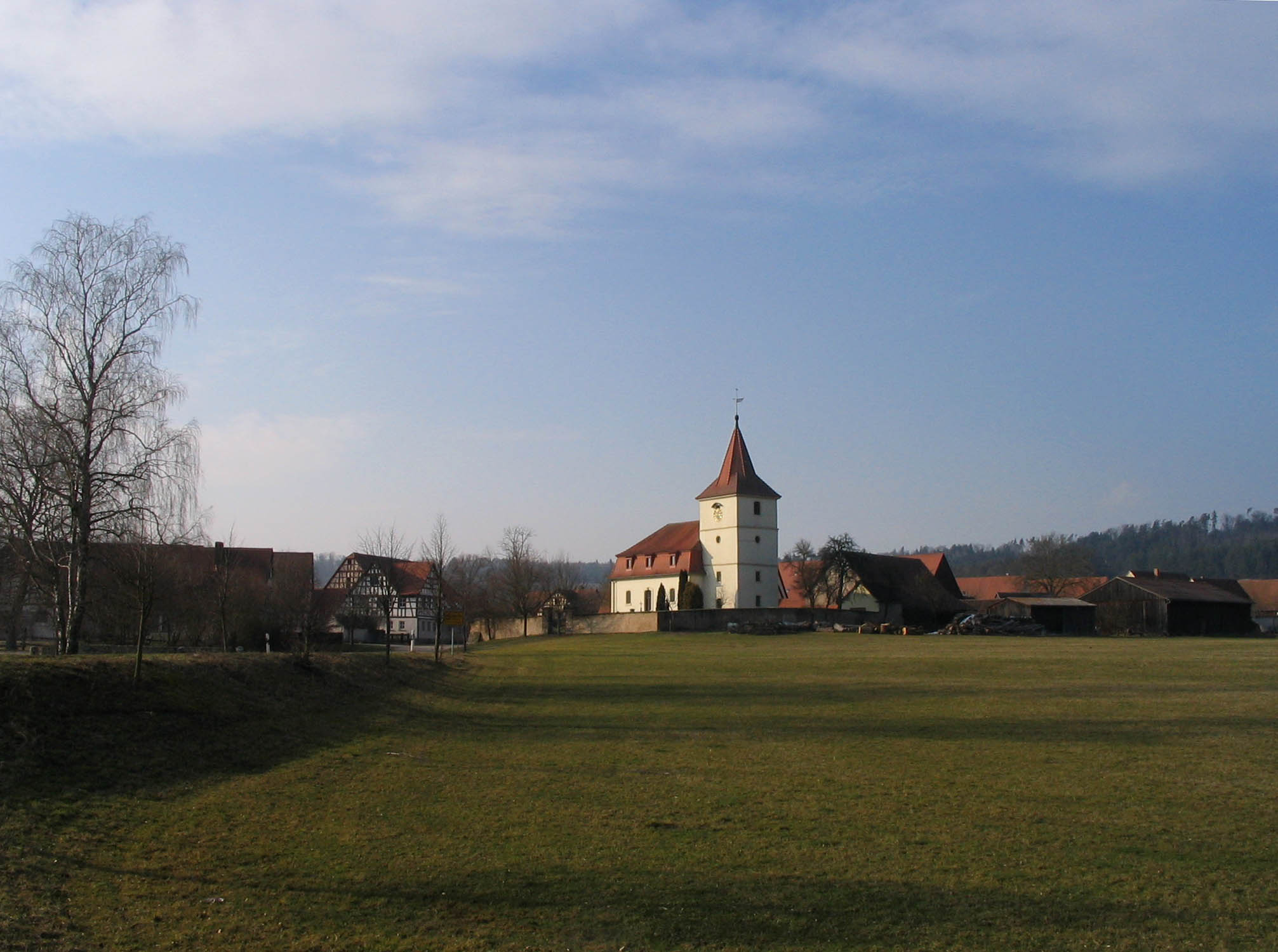
Häslabronn

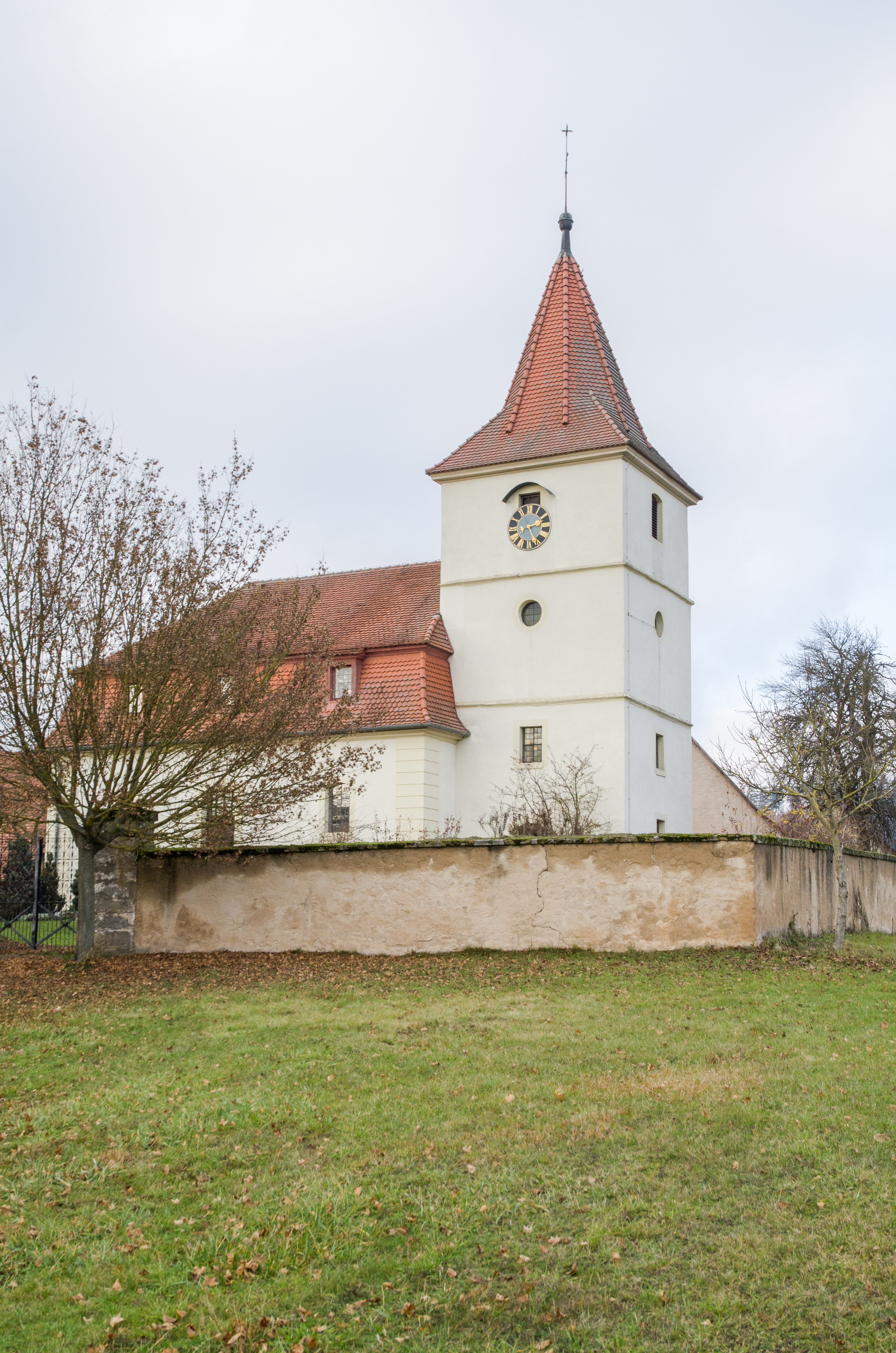
Kirche St. Jakob

Häslabronn (fränkisch: Hesla-brunn) ist ein Gemeindeteil des Marktes Colmberg im Landkreis Ansbach (Mittelfranken, Bayern). Häslabronn liegt in der Gemarkung Colmberg.

## Geografie
Der Weiler liegt am Hochbrunngraben, ein linker Zufluss des Zailacher Bachs. 0,5 km im Norden liegen in hügeliger Lage das Fichtholz, das Ruheholz und die Hag. 1,25 km westlich beim Häslabronner Ranken erhebt sich der Kühberg (516 m ü. NHN) und 0,75 km südwestlich erhebt sich der Hornsberg (457 m ü. NHN). 1 km östlich liegt das Flurgebiet Eichenteile.
Eine Gemeindeverbindungsstraße führt die Staatsstraße 2250 kreuzend nach Kurzendorf (0,5 km südöstlich). Durch den Ort verläuft der Fränkische Marienweg.

## Geschichte
Der Ort wurde 1318 als „Heselinenbrunnen“ erstmals urkundlich erwähnt. Der Ortsname leitet sich vom gleichlautenden Flurnamen ab, dessen Bestimmungswort Haselnussstauden und dessen Grundwort eine Quelle bezeichnet.
Im Jahre 1398 erhielten die Herren von Seckendorff von den Nürnberger Burggrafen Häslabronn mit Kurzendorf zu Lehen. Später wurden die Orte an Martin von Wildenstein verkauft. Die Familie v. Wildenstein verkauften diese 1507 an das Fürstentum Ansbach.
Laut dem 16-Punkte-Bericht des Oberamtes Ansbach von 1684 bildete Häslabronn mit Kurzendorf eine Realgemeinde. Für Häslabronn wurden sieben Mannschaften verzeichnet: Die sechs Halbhöfe und das Gut hatten das Hofkastenamt Ansbach als Grundherrn. Außerdem gab es noch ein Gemeindehirtenhaus. Das Hochgericht und die Dorf- und Gemeindeherrschaft übte das brandenburg-ansbachische Hofkastenamt Ansbach aus.
Auch gegen Ende des 18. Jahrhunderts bildete Häslabronn mit Kurzendorf eine Realgemeinde. In Häslabronn gab es weiterhin sieben Anwesen (5 Halbhöfe, 1 Halbgut, 1 Handrossgütl). Das Hochgericht, die Dorf- und Gemeindeherrschaft und die Grundherrschaft über alle Anwesen übte das Hofkastenamt Ansbach aus. Neben den Anwesen gab es noch die Filialkirche und kommunale Gebäude (Hirtenhaus, Brechhaus).
Von 1797 bis 1808 unterstand der Ort dem Justiz- und Kammeramt Ansbach.
Im Rahmen des Gemeindeedikts wurde Häslabronn dem 1808 gebildeten Steuerdistrikt Colmberg und der 1810 gegründeten Ruralgemeinde Colmberg zugeordnet.

### Baudenkmäler
In Häslabronn gibt es sechs Baudenkmäler:
- Haus Nr. 1, 2, 6 und 7: Ehemalige Wohnstallhäuser
- Haus Nr. 9: Evangelisch-lutherische Filialkirche St. Jakob
- Brücke

### Einwohnerentwicklung
| Jahr      | 001818 | 001840 | 001861 | 001871 | 001885 | 001900 | 001925 | 001950 | 001961 | 001970 | 001987 | 002007 | 002020 |
| Einwohner | 66     | 56     | 74     | 63     | 62     | 50     | 54     | 56     | 46     | 46     | 24     | 26     | 17     |
| Häuser    | 14     | 11     |        |        | 10     | 11     | 9      | 9      | 9      |        | 9      |        |        |
| Quelle    | [ 18 ] | [ 19 ] | [ 20 ] | [ 21 ] | [ 22 ] | [ 23 ] | [ 24 ] | [ 25 ] | [ 26 ] | [ 27 ] | [ 28 ] | [ 29 ] | [ 1 ]  |

## Religion
Der Ort ist seit der Reformation evangelisch-lutherisch geprägt und war ursprünglich nach St. Margaretha (Lehrberg) gepfarrt, seit 1812 ist die Pfarrei St. Ursula (Colmberg) zuständig. Die Einwohner römisch-katholischer Konfession waren zunächst nach St. Ludwig (Ansbach) gepfarrt, seit 1970 ist die Pfarrei Christ König (Ansbach) zuständig.